# Edgar Ramírez
Edgar Isaac Ramírez Ríos (* 3. November 1998) ist ein mexikanischer Leichtathlet, der sich auf die 400-Meter-Distanz spezialisiert hat.

## Sportliche Laufbahn
Erste internationale Erfahrungen sammelte Edgar Ramírez Ríos im Jahr 2015 bei den Jugendweltmeisterschaften in Cali, bei denen er bis in das Halbfinale gelangte und dort mit 49,01 s ausschied. 2017 belegte er bei den Panamerikanischen-U20-Meisterschaften in Trujillo in 47,23 s den fünften Platz und 2019 siegte er bei der Sommer-Universiade in Neapel mit der mexikanischen 4-mal-400-Meter-Staffel in 3:02,89 min. 2023 gewann er bei den Panamerikanischen Spielen in Santiago de Chile in 3:04,22 min gemeinsam mit Guillermo Campos, Luis Avilés und Valente Mendoza die Silbermedaille mit der Staffel hinter dem brasilianischen Team. Bei den World Athletics Relays 2024 in Nassau wurde er in 3:03,47 min Dritter im A-Lauf über 4-mal 400 Meter in der 2. Qualifikationsrunde für die Olympischen Spiele. Kurz darauf belegte er bei den Ibero-Amerikanischen Meisterschaften in Cuiabá in 46,39 s den siebten Platz über 400 Meter und siegte im Staffelbewerb in 3:05,73 min.
2023 wurde Ramírez mexikanischer Meister im 400-Meter-Lauf.

## Persönliche Bestleistungen
- 400 Meter: 45,77 s, 22. Juli 2023 in Heroica Puebla de Zaragoza
- 800 Meter: 1:47,78 min, 30. April 2023 in León